# 許子東
許子東（1954年8月21日—）是香港的一名中国文学学者。
祖籍浙江天台，出生于上海。父亲范守渊是民国著名医生，曾任上海劳工医院院长、第一届国民大会代表。
1970年4月，16岁的许子东作为知青下放到江西广昌县农村劳动。1976年回沪，分配到上钢八厂，又推荐到上海冶金局自办的“工农兵大学”（七二一大学）。
1977年考取华东师范大学中文系研究生，1982年獲文學碩士，次年以29岁升格为華東師範大學中文系副教授，是当时中华人民共和国最年轻的副教授之一。
1990年，许子东赴美国加州大學洛杉磯分校，获東亞語言文化系文學碩士。1993年起居於香港，在香港嶺南大學任教，1998年获香港大學中文學院哲學博士。
及後曾任香港大學、芝加哥大學的客座研究員。擔任嶺南大學中文系教授，並於2008年起出任系主任一職，任教香港文學、中國當代文學、現代文學批評等科目。同時亦擔任華東師範大學中文系紫江学者、兼職教授，中國文藝理論學會副會長。

## 媒体
自2000年起，许子东亦与梁文道担任过鳳凰衛視中文台的高收視節目《鏘鏘三人行》的嘉宾，把学术融入日常话题中。据报章资料，许子东曾害怕上电视，但在朋友梁文道的游说下，认为《锵锵三人行》是一个可作学术角度界入的节目，于是同意参与。偶尔抽一点时间去做电视客串，不到许子东工作时间的1/4。
許子東亦開設新浪微博，分享個人讀書體會與生活細節。業餘時間喜歡看電視劇，深夜看足球比賽。許子東是阿根廷著名球星梅西的鐵桿粉絲。

## 著作
- 1984《郁達夫新論》杭州浙江文藝出版社
- 1987《當代文學印象》上海三聯書店
- 1997《當代小說閱讀筆記》華東師範大學出版社
- 2000《當代小說與集體記憶：敘述文革》台北麥田出版有限公司
- 2000《為了忘卻的集體記憶－－解讀五十篇文革小說》北京三聯書店
- 2004《吶喊與流言》 上海文藝出版社
- 2005《香港短篇小說初探》香港天地圖書出版公司
- 2011《張愛玲的文學史意義》
- 2011《許子東講稿第一卷：重讀 "文革"》人民文學出版社
- 2011《許子東講稿第二卷：張愛玲‧郁達夫‧香港文學》人民文學出版社
- 2011《許子東講稿第三卷：越界言論》人民文學出版社
- 2018《許子東現代文學課》理想國/香港中華書局
- 2019《細讀張愛玲》皇冠出版社
- 2021《重讀二十世紀中國小説》。平裝版：香港中文大學出版社2021年7月；精裝版：上海三聯書店2021年9月。中國内地版主要刪去《1966 年8 月23 日：老舍自殺前一天》《張承志《金牧場》、《心靈史》——「人民之子」與哲合忍耶》兩篇分析，内容涉及中國文化大革命對作家的迫害與新疆維吾爾人與漢人的社會矛盾，受到中共當局審查。
- 2025《許子東文集》商務印書館（香港）有限公司。涵蓋三卷現代作家論、一卷學術論文集、兩卷專題研究、三卷文學史論述，以及一卷自傳和一卷媒體言論集共十一卷。
  - 第二卷：細讀張愛玲（張愛玲逝世三十週年紀念版）（ISBN 9789620747366）
  - 第三卷：重讀魯迅（ISBN 9789620747380）
  - 第四卷：當代小說中的現代史（ISBN 9789620706622）
  - 第五卷：為了忘卻的集體記憶（ISBN 9789620747359）
  - 第六卷：小說香港（ISBN 9789620747342）
  - 第七卷：許子東現代文學課（增訂本）（ISBN 9789620747373）
  - 第九卷：二十一世紀中國小說選讀（ISBN 9789620747335）
  - （其餘卷數將在2026年第一季陸續出版）

- 編選有：《香港短篇小說選1994-1995》、《香港短篇小說選1996-1997》、《輸水管森林：三城記小說系列第一輯──香港卷》、《香港短篇小說選1998-1999》、《再讀張愛玲》（與劉紹銘、梁秉鈞合編）等。論文及專著曾多次獲獎。

## 外部連結
- 嶺南大學中文系
- 香港短篇小說選1996-1997 （页面存档备份，存于）